# Valentine (Name)
Valentine ist eine Schreibvariante von Valentin bzw. Valentina. Der Name wird als Familienname und als weiblicher wie männlicher Vorname verwendet.

## Namensträger

### Familienname
- Alyssa Valentine (* 1990), US-amerikanische Volleyballspielerin
- Amanda Valentine (* 1990), kanadisch-deutsche Eiskunstläuferin
- Angelina Valentine (* 1986), US-amerikanische Pornodarstellerin
- Anthony Valentine (1939–2015), britischer Schauspieler
- Barry Valentine (1927–2009), US-amerikanischer Bischof
- Billy Valentine (* 1926), US-amerikanischer Jazz- und R&B-Musiker
- Brandon Valentine-Parris (* 1995), vincentischer Leichtathlet
- Brooke Valentine (* 1985), US-amerikanische Sängerin
- Chris Valentine (* 1961), kanadischer Eishockeyspieler
- Denzel Valentine (* 1993), US-amerikanischer Basketballspieler
- Dickie Valentine (1929–1971), britischer Popsänger
- Edward K. Valentine (1843–1916), US-amerikanischer Politiker
- Gary Valentine (* 1961), US-amerikanischer Komiker und Schauspieler
- Genevieve Valentine (* 1981), US-amerikanische Schriftstellerin
- Greg Valentine (* 1951), US-amerikanischer Wrestler
- Hilton Valentine (1943–2021), britischer Gitarrist
- Howard Valentine (1881–1932), US-amerikanischer Leichtathlet
- James Valentine (Musiker) (* 1978), US-amerikanischer Musiker und der Lead-Gitarrist
- James W. Valentine (1926–2023), US-amerikanischer Geologe und Paläontologe
- Jean Valentine (1924–2019), britische Kryptoanalytikerin
- Jenny Valentine (* 1970), britische Kinder- und Jugendbuchautorin
- Jerry Valentine (1914–1983), US-amerikanischer Jazzmusiker
- Jessie Valentine (1915–2006), schottische Golferin
- Jo Valentine, Baroness Valentine (* 1958), britische Managerin und Mitglied des House of Lords
- John K. Valentine (1904–1950), US-amerikanischer Politiker
- Joseph A. Valentine (1900–1949), US-amerikanischer Kameramann
- Kareem Valentine (* 1992), antiguanischer Schwimmer
- Kid Thomas Valentine (1896–1987), US-amerikanischer Jazz-Trompeter und Bandleader
- Lucifer Valentine, kanadischer Regisseur
- Paul Valentine (1919–2006), US-amerikanischer Schauspieler
- Phil Valentine (1959–2021), US-amerikanischer konservativer Moderator
- Ricardo Valdez Valentine (* 1992), bekannt als 6lack, US-amerikanischer Rapper
- Robert Valentine (1674–nach 1735), englischer Komponist
- Robert Valentine (Schiedsrichter) (* 1939), schottischer Fußballschiedsrichter
- Scott Valentine (* 1958), US-amerikanischer Schauspieler
- Shirin Valentine (* 1974), deutsche Music-Producerin, Journalistin, Moderatorin
- Stacy Valentine (* 1970), US-amerikanische Pornodarstellerin
- Steve Valentine (* 1966), britischer Schauspieler
- Tim Valentine (1926–2015), US-amerikanischer Politiker
- Washington S. Valentine (1844–1920), US-amerikanischer Unternehmer in Honduras
- William Valentine (* 1991), fidschianischer Fußballspieler

### Männlicher Vorname
- Valentine Abt (1873–1942), US-amerikanischer Mandolinist, Komponist und Musikpädagoge
- Valentine Atem (* 1978), kamerunischer Fußballspieler
- Valentine Baker (1827–1887), britischer Offizier und osmanisch-ägyptischer General
- Valentine Ball (1843–1895), irischer Geologe, Zoologe und Museumsdirektor
- Valentine Bargmann (1908–1989), US-amerikanischer Physiker und Mathematiker
- Valentine Davies (1905–1961), US-amerikanischer Drehbuchautor, Filmproduzent und Filmregisseur
- Valentine Efner (1776–1865), US-amerikanischer Politiker
- Valentine Greatrakes (1628–1682), irischer Geistheiler
- Valentine Hall (1867–1934), US-amerikanischer Tennisspieler
- Valentine B. Horton (1802–1888), US-amerikanischer Politiker
- Valentine Pringle (1937–1999), US-amerikanischer Komponist, Sänger, Schauspieler und Schriftsteller
- Valentine Tsamma Seane (* 1966), botswanischer Bischof
- Valentine Simmes (um 1565–1622), britischer Drucker
- Valentine Strasser (* 1967), sierra-leonischer Politiker
- Valentine Telegdi (1922–2006), US-amerikanischer Experimental-Physiker
- Collins Valentine Filimon (* 1998), österreichischer Badmintonspieler rumänischer Herkunft

### Weiblicher Vorname
- Valentine Arrieta (* 1990), Schweizer Leichtathletin
- Valentine Fabre (* 1976), französische Skibergsteigerin
- Valentine Friedli (1929–2016), Schweizer Politikerin (SP)
- Valentine Hugo (1887–1968), französische Malerin, Illustratorin, Kostümbildnerin und Autorin
- Valentine Jepkorir Kipketer (* 1993), kenianische Langstreckenläuferin
- Valentine Moghadam (* 1952), iranisch-amerikanische Soziologin und Feministin
- Valentine Penrose (1898–1978), französische Schriftstellerin
- Valentine Prucker (* 1989), italienische Skispringerin
- Valentine Romanski (* 1988), deutsche Sängerin und Pianistin, siehe Valentine (Musikerin)
- Valentine Rothe (* 1934), deutsche Geschichtsdidaktikerin und Malerin
- Valentine de Sainte-Aldegonde (1820–1891), französische Adlige und Herzogin von Dino
- Valentine de Saint-Point (1875–1953), französische Dichterin
- Valentine Scuotto (* 1979), französische Freestyle-Skierin
- Valentine Tessier (1892–1981), französische Schauspielerin